# دوز قشلاق (شمکور)
دوز قشلاق (به لاتین: Düzqışlaq) یک منطقه مسکونی در جمهوری آذربایجان است که در شهرستان شمکور واقع شده است.

## جمعیت
جمعیت روستا ۲۰۹۳ نفر است که از این تعداد ۱۰۱۶ نفر مرد و ۱۰۷۷ نفر زن هستند.